# Deutsche Leichtathletik-Meisterschaften 1973/Resultate
Der Hauptteil der Wettbewerbe bei den 73. Deutschen Leichtathletik-Meisterschaften wurde vom 20. bis 22. Juli 1973 im Berliner Olympiastadion ausgetragen.
In der hier vorliegenden Auflistung werden die in den verschiedenen Wettbewerben jeweils ersten acht platzierten Leichtathletinnen und Leichtathleten aufgeführt. Eine Übersicht mit den Medaillengewinnerinnen und -gewinnern sowie einigen Anmerkungen zu den Meisterschaften findet sich unter dem Link Deutsche Leichtathletik-Meisterschaften 1973.
Wie immer gab es zahlreiche Disziplinen, die zu anderen Terminen an anderen Orten stattfanden – in den folgenden Übersichten jeweils konkret benannt.

## Meisterschaftsresultate Männer

### 100 m
| Platz | Athlet, Verein                                 | Zeit (s) |
| ----- | ---------------------------------------------- | -------- |
| 1     | Jobst Hirscht (SV Polizei Hamburg)             | 10,38    |
| 2     | Franz-Peter Hofmeister (Jugend 07 Bergheim)    | 10,41    |
| 3     | Manfred Ommer (TSV Bayer 04 Leverkusen)        | 10,44    |
| 4     | Klaus Ehl (TV Wattenscheid 01)                 | 10,48    |
| 5     | Heinz-Werner Arnold (LG Tauber-Wertheim)       | 10,55    |
| 6     | Dr. Hartmut Strempel (TSV Bayer 04 Leverkusen) | 10,56    |
| 7     | Reinhard Borchert (LG ESV/PSV Essen)           | 10,57    |
| DNF   | Josef Schwarz (TSV 1860 München)               |          |

Datum: 21. Juli
Wind: + 3,6 m/s

### 200 m
| Platz | Athlet, Verein                                   | Zeit (s) |
| ----- | ------------------------------------------------ | -------- |
| 1     | Franz-Peter Hofmeister (Jugend 07 Bergheim)      | 20,84    |
| 2     | Manfred Ommer (TSV Bayer 04 Leverkusen)          | 20,99    |
| 3     | Horst-Rüdiger Schlöske (TSV Siemensstadt Berlin) | 21,34    |
| 4     | Heinz-Werner Arnold (LG Tauber-Wertheim)         | 21,43    |
| 5     | Jürgen Uschmann (TV Wattenscheid 01)             | 21,57    |
| 6     | Günter Karge (TuS Köln rrh. 1874)                | 21,58    |
| 7     | Karlheinz Weisenseel (LG co op Kurpfalz)         | 21,74    |
| 8     | Heinz Rienecker (LG Frankfurt)                   | 21,91    |

Datum: 22. Juli
Wind: + 5,0 m/s

### 400 m
| Platz | Athlet, Verein                                   | Zeit (s) |
| ----- | ------------------------------------------------ | -------- |
| 1     | Karl Honz (VfB Stuttgart)                        | 45,60    |
| 2     | Horst-Rüdiger Schlöske (TSV Siemensstadt Berlin) | 46,30    |
| 3     | Hermann Köhler (TV Wattenscheid 01)              | 46,43    |
| 4     | Wolfgang Druschky (Berliner TS)                  | 47,18    |
| 5     | Falko Geiger (VfB Stuttgart)                     | 47,30    |
| 6     | Rainer Boyé (LG Frankfurt)                       | 47,61    |
| 7     | Manfred Adam (LC Bonn)                           | 48,27    |
| 8     | Frank Thieme (LG Stormarn-Süd)                   | 48,28    |

Datum: 21. Juli

### 800 m
| Platz | Athlet, Verein                            | Zeit (min) |
| ----- | ----------------------------------------- | ---------- |
| 1     | Paul-Heinz Wellmann (TV 1885 Haiger)      | 1:50,15    |
| 2     | Franz-Josef Kemper (LG Ratio Münster)     | 1:50,26    |
| 3     | Reiner Burmester (VfL Wolfsburg)          | 1:50,65    |
| 4     | Josef Schmid (SV Salamander Kornwestheim) | 1:50,79    |
| 5     | Reinhold Soyka (LC Bonn)                  | 1:50,80    |
| 6     | Ulrich Reich (TSV Bayer 04 Leverkusen)    | 1:51,14    |
| 7     | Fritz Schäfer (ASC Wella Darmstadt)       | 1:51,69    |
| 8     | Jens-Bodo Fried (OSC Berlin)              | 1:53,85    |

Datum: 21. Juli

### 1500 m
| Platz | Athlet, Verein                          | Zeit (min) |
| ----- | --------------------------------------- | ---------- |
| 1     | Paul-Heinz Wellmann (TV 1885 Haiger)    | 3:42,55    |
| 2     | Thomas Wessinghage (TV 1885 Haiger)     | 3:43,06    |
| 3     | Christoph Engel (LG Braunschweig)       | 3:44,85    |
| 4     | Ingo Sensburg (Neuköllner Sportfreunde) | 3:47,05    |
| 5     | Rolf Storr (SV Salamander Kornwestheim) | 3:47,07    |
| 6     | Jürgen Roters (Rasensport Coesfeld)     | 3:47,68    |
| 7     | Dirk Stratmann (ASC Wella Darmstadt)    | 3:48,43    |
| 8     | Urs Lufft (LG Ratio Münster)            | 3:49,10    |

Datum: 22. Juli

### 5000 m
| Platz | Athlet, Verein                         | Zeit (min) |
| ----- | -------------------------------------- | ---------- |
| 1     | Harald Norpoth (LG Ratio Münster)      | 13:48,2    |
| 2     | Wolfgang Riesinger (LG Ratio Münster)  | 13:49,0    |
| 3     | Klaus-Peter Hildenbrand (Neuwieder LC) | 13:51,6    |
| 4     | Wolfgang Falke (TV Wattenscheid 01)    | 14:09,4    |
| 5     | Hartmut Bräuer (LG Itzehoe)            | 14:14,4    |
| 6     | Hans-Lothar Thomann (DJK München-Nord) | 14:15,8    |
| 7     | Hans Holtz (Barmer TV 1846 Wuppertal)  | 14:19,0    |
| 8     | Leonhard Schroll (TSV Roth)            | 14:22,0    |

Datum: 22. Juli

### 10.000 m
| Platz | Athlet, Verein                           | Zeit (min) |
| ----- | ---------------------------------------- | ---------- |
| 1     | Detlef Uhlemann (LC Bonn)                | 28:52,2    |
| 2     | Paul Angenvoorth (FC Bayer 05 Uerdingen) | 29:03,2    |
| 3     | Wolfgang Krüger (LBV Phönix Lübeck)      | 29:05,8    |
| 4     | Helmut Schu (LC Rehlingen)               | 29:11,8    |
| 5     | Günter Mielke (TV Wattenscheid 01)       | 29:31,8    |
| 6     | Helmut Jesberg (ASC Wella Darmstadt)     | 29:36,2    |
| 7     | Anton Gorbunow (LAC Quelle Fürth)        | 29:37,0    |
| 8     | Josef Plum (TV 1894 Roetgen)             | 29:43,0    |

Datum: 21. Juli

### Marathon
| Platz | Athlet, Verein                                         | Zeit (h)  |
| ----- | ------------------------------------------------------ | --------- |
| 1     | Lutz Philipp (ASC Wella Darmstadt)                     | 2:24:39,8 |
| 2     | Wolf-Dieter Poschmann (LG Rhein-Berg)                  | 2:25:24,8 |
| 3     | Clemens Schneider-Strittmatter (LG Bruchsal/Karlsruhe) | 2:26:18,2 |
| 4     | Jochen Schirmer (LC Bonn)                              | 2:29:17,0 |
| 5     | Winfried Diederichs (Rot-Weiß Koblenz)                 | 2:29:24,0 |
| 6     | Gernot Bastian (LG Bruchsal/Karlsruhe)                 | 2:29:50,4 |
| 7     | Hans Gulyas (Karlsruher SC)                            | 2:30:03,8 |
| 8     | Willy Roggenbach (LAZ Krefeld)                         | 2:30:52,0 |

Datum: 15. September
fand in Eschborn statt

### Marathon, Mannschaftswertung
| Platz | Verein, Besetzung                                                                          | Zeit (h)  |
| ----- | ------------------------------------------------------------------------------------------ | --------- |
| 1     | ASC Darmstadt I (Lutz Philipp, Walter Weba, Karl-Heinz Pschera)                            | 7:30:29,6 |
| 2     | LG Bruchsal/Karlsruhe (Clemens Schneider-Strittmatter, Gernot Bastian, Richard Zimmermann) | 7:33:05,6 |
| 3     | LG Rhein-Berg (Wolf-Dieter Poschmann, Heiner Debbe, Goar Engeländer)                       | 7:54:42,8 |
| 4     | Rot Weiß Koblenz (Winfried Diederichs, Rüdiger Bennewitz, Martin Rutsch)                   | 7:59:13,0 |
| 5     | LAZ Krefeld (Willy Roggenbach, Joachim Kieker, Oswald Czarnietzki)                         | 8:01:28,0 |
| 6     | VfL Wolfsburg (Wilfried Jackisch, Hans Kuhlen, Klaus-Dieter Holz)                          | 8:08:24,0 |
| 7     | ASC Darmstadt II (Oswald Engel, Gerd Schmidt, Karl Ludwig)                                 | 8:17:42,0 |
| 8     | SCC Berlin (Horst Wegner, Christian Ziervogel, Helmut Scheel)                              | 8:24:17,0 |

Datum: 15. September
fand in Eschborn statt

### 110 m Hürden
| Platz | Athlet, Verein                              | Zeit (s) |
| ----- | ------------------------------------------- | -------- |
| 1     | Eckart Berkes (TV Wattenscheid 01)          | 13,97    |
| 2     | Kurt Aubele (LG Staufen)                    | 14,28    |
| 3     | Werner Eikmeier (TSV Bayer 04 Leverkusen)   | 14,30    |
| 4     | Jürgen Schimmel (TV Heppenheim)             | 14,46    |
| 5     | Wolfgang Schulze (OSC Berlin)               | 14,55    |
| 6     | Joachim Auer (TuS Neureut 1892)             | 14,85    |
| 7     | Dieter Gebhard (SV Salamander Kornwestheim) | 14,93    |
| 8     | Konrad Frey (TB Weiden)                     | 15,10    |

Datum: 22. Juli
Wind: + 1,7 m/s

### 400 m Hürden
| Platz | Athlet, Verein                             | Zeit (s) |
| ----- | ------------------------------------------ | -------- |
| 1     | Werner Reibert (USC Heidelberg)            | 50,73    |
| 2     | Georg Nückles (Kehler FV)                  | 50,75    |
| 3     | Rolf Ziegler (SKV Eglosheim)               | 51,46    |
| 4     | Fritz Tille (FC Bayer 05 Uerdingen)        | 52,12    |
| 5     | Ottmar Theimert (LG Waldkraiburg/Mühldorf) | 52,17    |
| 6     | Ulrich Zunker (LBV Phönix Lübeck)          | 52,47    |
| 7     | Dieter Büttner (TSV Bayer 04 Leverkusen)   | 54,26    |
| 8     | Elmar Peterke (TV Lahr)                    | 55,29    |

Datum: 21. Juli

### 3000 m Hindernis
| Platz | Athlet, Verein                         | Zeit (min) |
| ----- | -------------------------------------- | ---------- |
| 1     | Willi Maier (TSV Genkingen)            | 8:32,0     |
| 2     | Michael Karst (SV Saar 05 Saarbrücken) | 8:34,0     |
| 3     | Willi Wagner (TV Wattenscheid 01)      | 8:38,0     |
| 4     | Gerd Frähmcke (LG Itzehoe)             | 8:40,0     |
| 5     | Karl-Heinz Betz (LAC Quelle Fürth)     | 8:43,6     |
| 6     | Reinhard Leibold (ASC Wella Darmstadt) | 8:44,0     |
| 7     | Rolf Burscheid (VfL Wolfsburg)         | 8:47,8     |
| 8     | Roland Jochem (LG Ludwigshafen)        | 8:50,6     |

Datum: 21. Juli

### 4 × 100 m Staffel
| Platz | Verein, Besetzung                                                                             | Zeit (s) |
| ----- | --------------------------------------------------------------------------------------------- | -------- |
| 1     | TV Wattenscheid 01 (Günter Wessing, Klaus-Dieter Bieler, Dieter Steinmann, Klaus Ehl)         | 39,82    |
| 2     | Jugend 07 Bergheim (Karl-Josef Siep, Siegbert Walter, Helmut Feldges, Franz-Peter Hofmeister) | 40,34    |
| 3     | TSV Bayer 04 Leverkusen I (Ulrich Haupt, Koch, Manfred Ommer, Dr. Hartmut Strempel)           | 40,45    |
| 4     | LG Frankfurt (Heinz Rienecker, Gerold Hein, Rainer Boyé, Wissel)                              | 40,69    |
| 5     | TSV Bayer 04 Leverkusen II (Werner Eikmeier, Helmut Klöck, Andreas Gloerfeld, Helmut Leibner) | 40,82    |
| 6     | SKV Eglosheim (Gerhard Krauss, Günter Meinhardt, Hans-Dieter Mayer, Rolf Ziegler)             | 41,14    |
| 7     | TV Heppenheim (Schirmer, Hans Baumgartner, Pfister, Jürgen Schimmel)                          | 41,65    |
| DSQ   | LAC Quelle Fürth (Reinhold Schlierf, Klaus-Dieter Jahn, Horst Haßlinger, Hans Harald Werner)  |          |

Datum: 22. Juli

### 4 × 400 m Staffel
| Platz | Verein, Besetzung                                                                 | Zeit (min) |
| ----- | --------------------------------------------------------------------------------- | ---------- |
| 1     | VfB Stuttgart (Gerhard Burkhardt, Siegfried Götz, Bernhard Schmid, Karl Honz)     | 3:08,52    |
| 2     | Berliner TS (Williams, Volker Kolletzky, Franz-Josef Gleen, Wolfgang Druschky)    | 3:08,97    |
| 3     | LC Bonn (Manfred Adam, Gerhard Henrich, Gerd Schröder, Reinhold Soyka)            | 3:11,00    |
| 4     | TV 1885 Haiger (Bernd Weber, Klaus Kneifel, Hans Kneifel, Walter Müller)          | 3:11,51    |
| 5     | Hannover 96 (Klaus Duerkop, Jürgen Stark, Nause, Röttger)                         | 3:11,93    |
| 6     | VfL Wolfsburg (Rudolf Brumund, Klaus Achilles, Klaus Heinrich, Hans-Dieter Löber) | 3:12,60    |
| 7     | Post SV Trier (Albert Lang, Günter Heidle, Schneider, Manfred Kuhn)               | 3:14,30    |
| 8     | Rot-Weiß Koblenz (Werner Huhn, Günther May, Hartmut Tietze, Peter Brühl)          | 3:14,60    |

Datum: 22. Juli

### 4 × 800 m Staffel
| Platz | Verein, Besetzung                                                                        | Zeit (min) |
| ----- | ---------------------------------------------------------------------------------------- | ---------- |
| 1     | TSV Bayer 04 Leverkusen (Treiber, Joachim Strauß, Reiner Föhrenbach, Ulrich Reich)       | 7:26,7     |
| 2     | TV 1885 Haiger (Joachim Wehnge, Eberhard Weyel, Thomas Wessinghage, Paul-Heinz Wellmann) | 7:28,5     |
| 3     | TV Wattenscheid 01 (Schnieders, Bach, Lubba, Nichtenberg)                                | 7:34,0     |
| 4     | SCC Berlin (Neugebauer, Uwe Ohlrogge, Wilfredo Rios, Günter Claßen)                      | 7:39,0     |
| 5     | LC Bonn (Gerd Schwillo, Wolfgang Rehmer, Rudolf Brückner, Reinhold Soyka)                | 7:39,6     |
| 6     | VfL Wolfsburg (Hans-Dieter Löber, Klaus Achilles, Potschka, Rolf Falck)                  | 7:40,2     |
| 7     | LG Freiburg (Klaus, Michel, Gernot Schoch, Reinhard Aechtle)                             | 7:43,5     |
| 8     | LG Eichenkreuz Siegen (K. Schneider, R. Schneider, Hirschhäuser, Heinz Langenbach)       | 7:46,4     |

Datum: 8. Juli
fand zusammen mit der 4 × 1500-m-Staffel (Männer), der 3 × 800-m-Staffel (Frauen) sowie dem Fünfkampf der Frauen und dem Zehnkampf der Männer in Hannover statt

### 4 × 1500 m Staffel
| Platz | Verein, Besetzung                                                                       | Zeit (min) |
| ----- | --------------------------------------------------------------------------------------- | ---------- |
| 1     | LG Ratio Münster (Franz-Josef Kemper, Urs Lufft, Wolfgang Riesinger, Harald Norpoth)    | 15:35,0    |
| 2     | ASC Wella Darmstadt (Reinhard Leibold, Fritz Schäfer, Dirk Stratmann, Arnd Krüger)      | 15:35,2    |
| 3     | VfL Wolfsburg I (Gerd Schade, Reiner Burmester, Klaus Klingeberg, Rolf Burscheid)       | 15:41,6    |
| 4     | VfL Wolfsburg II (Friedel Klement, Ulrich Hutmacher, Volker Bergander, Wolfgang Soukup) | 15:42,4    |
| 5     | LG Ludwigshafen (Farwerck, Roland Jochem, Karl Mann, Günther Lenske)                    | 15:44,0    |
| 6     | Neuwieder LC (Wolfgang Kaffei, Klaus-Peter Hildenbrand, Klaus Batta, Peter Heßler)      | 15:50,8    |
| 7     | LG ESV/PSV Essen (Werner Gosewinkel, Hufmann, Kammerscheid, Alfred Wunderlich)          | 15:52,6    |
| 8     | LC Bonn (Christian Vosberg, Bernd Olzog, Jochen Schirmer, Detlef Uhlemann)              | 16:00,4    |

Datum: 8. Juli
fand zusammen mit 4 × 800-m-Staffel (Männer), der 3 × 800-m-Staffel (Frauen) sowie dem Fünfkampf der Frauen und dem Zehnkampf der Männer in Hannover statt

### 20-km-Gehen
| Platz | Athlet, Verein                              | Zeit (h)  |
| ----- | ------------------------------------------- | --------- |
| 1     | Gerhard Weidner (LG Salzgitter)             | 1:31:23,4 |
| 2     | Heinz Mayr (VfL Wolfsburg)                  | 1:33:45,0 |
| 3     | Heinrich Schubert (DJK Adler Bad Kreuznach) | 1:35:50,2 |
| 4     | Manfred Kolvenbach (VfL Wolfsburg)          | 1:37:38,0 |
| 5     | Gerd Schuth (LG Salzgitter)                 | 1:37:52,2 |
| 6     | Leo Frey (USC Heidelberg)                   | 1:38:09,0 |
| 7     | Hans Michalski (Eintracht Frankfurt)        | 1:38.43,8 |
| 8     | Jürgen Schönfeld (Eintracht Frankfurt)      | 1:39.14,0 |

Datum: 20. Juli

### 20-km-Gehen, Mannschaftswertung
| Platz | Verein, Besetzung                                                              | Zeit (h)  |
| ----- | ------------------------------------------------------------------------------ | --------- |
| 1     | VfL Wolfsburg (Heinz Mayr, Manfred Kolvenbach, Wolfgang Klaiber)               | 4:59:07,6 |
| 2     | LG Salzgitter (Gerhard Weidner, Gerd Schuth, Wolfgang Kaschel)                 | 5:01:16,8 |
| 3     | Eintracht Frankfurt (Hans Michalski, Jürgen Schönfeld, Walter Drössler)        | 5:02:10,0 |
| 4     | DJK Adler Bad Kreuznach (Heinrich Schubert, Walter Barzen, Rainer Tryankowski) | 5:03:31,0 |
| 5     | USC Heidelberg (Leo Frey, Alfons Schwarz, Franz Zähringer)                     | 5:05:36,8 |
| 6     | LG Urania Wandsbek Hamburg (Koch, Pommerenke, E. Ahrens)                       | 5:11:20,4 |
| 7     | 1. FC Nürnberg (Karl-Heinz Adam, Kurt Vorbrugg, Wolfgang Hammer)               | 5:17:16,4 |
| 8     | LG Allianz-Vaihingen Stuttgart (Heinz Otto, Frank Knäringer, Werner Merz)      | 5:19:02,0 |

Datum: 20. Juli

### 50-km-Gehen
| Platz | Athlet, Verein                              | Zeit (h)  |
| ----- | ------------------------------------------- | --------- |
| 1     | Bernd Kannenberg (LAC Quelle Fürth)         | 4:07:56,2 |
| 2     | Gerhard Weidner (LG Salzgitter)             | 4:09:26,8 |
| 3     | Heinrich Schubert (DJK Adler Bad Kreuznach) | 4:17:22,2 |
| 4     | Leo Frey (USC Heidelberg)                   | 4:18:04,0 |
| 5     | Hans Michalski (Eintracht Frankfurt)        | 4:23:58,6 |
| 6     | Jürgen Schönfeld (Eintracht Frankfurt)      | 4:24:59,4 |
| 7     | Gerd Schuth (LG Salzgitter)                 | 4:31:52,2 |
| 8     | Walter Drössler (Eintracht Frankfurt)       | 4:33:00,2 |

Datum: 16. September
fand in Eschborn statt

### 50-km-Gehen, Mannschaftswertung
| Platz | Verein, Besetzung                                                       | Zeit (h)   |
| ----- | ----------------------------------------------------------------------- | ---------- |
| 1     | Eintracht Frankfurt (Hans Michalski, Jürgen Schönfeld, Walter Drössler) | 13:21:58,2 |
| 2     | LG Salzgitter (Gerhard Weidner, Gerd Schuth, Klaiber)                   | 13:35:01,2 |
| 3     | USC Heidelberg (Leo Frey, Robert Henderson / USA, Allen / USA)          | 13:53:57,6 |
| 4     | LAC Quelle Fürth (Bernd Kannenberg, Alwin Reng, Josef Wimmer)           | 13:54:24,6 |
| 5     | DJK Adler Bad Kreuznach (Heinrich Schubert, Walter Barzen, K. Schmidt)  | 14:06:23,4 |
| 6     | TuS 1861 Rotenburg (Günter Kowald, Herbert Kleyer, Jürgen Kröger)       | 14:47:30,8 |
| 7     | Post-SV Mühldorf (Josef Stangl, Peter Thurner, Heilmann)                | 14:50:15,0 |
| 8     | LG Allianz-Vaihingen Stuttgart (Heinz Otto, Schäfer, Norbert Will)      | 14:57:51,0 |

Datum: 16. September
fand in Eschborn statt

### Hochsprung
| Platz | Athlet, Verein                             | Höhe (m) |
| ----- | ------------------------------------------ | -------- |
| 1     | Lothar Doster (SV Salamander Kornwestheim) | 2,14     |
| 2     | Walter Boller (USC Mainz)                  | 2,11     |
| 3     | Peter Frost (TSV Bayer 04 Leverkusen)      | 2,11     |
| 4     | Hermann Magerl (LG Regensburg)             | 2,11     |
| 5     | Roland Hartmann (LG Offenburg)             | 2,08     |
| 6     | Heinz-Günter Zimmer (TV 1846 Alzey)        | 2,08     |
| 7     | Theo Walpurgis (ASV Köln)                  | 2,08     |
| 7     | Udo Haffer (LG Erlangen)                   | 2,08     |

Datum: 21. Juli

### Stabhochsprung
| Platz | Athlet, Verein                                | Höhe (m) |
| ----- | --------------------------------------------- | -------- |
| 1     | Volker Ohl (SG Arheilgen)                     | 5,20     |
| 2     | Reinhard Kuretzky (TSV Bayer 04 Leverkusen)   | 5,20     |
| 3     | Hans-Jürgen Ziegler (KSV Hessen Kassel)       | 5,20     |
| 4     | Heinz Busche (ASV Köln)                       | 5,10     |
| 5     | Donald Baird / Australien (KSV Hessen Kassel) | 5,00     |
| 6     | Günther Lohre (SV Salamander Kornwestheim)    | 4,80     |
| 7     | Willi Schunk (TSV Bayer 04 Leverkusen)        | 4,80     |
| 8     | Ulrich Steinacker (LG Paderborn)              | 4,80     |

Datum: 22. Juli

### Weitsprung
| Platz | Athlet, Verein                              | Weite (m) |
| ----- | ------------------------------------------- | --------- |
| 1     | Hans Baumgartner (TV Heppenheim)            | 7,83      |
| 2     | Helmut Klöck (TSV Bayer 04 Leverkusen)      | 7,80      |
| 3     | Andreas Gloerfeld (TSV Bayer 04 Leverkusen) | 7,73      |
| 4     | Hermann Latzel (OSC Thier Dortmund)         | 7,51      |
| 5     | Hans-Jürgen Berger (TuS 04 Leverkusen)      | 7,48      |
| 6     | Dieter Steinmann (TV Wattenscheid 01)       | 7,48      |
| 7     | Norbert Teipel (TuS 04 Leverkusen)          | 7,47      |
| 8     | Rolf Overath (LC Bonn)                      | 7,33      |

Datum: 21. Juli

### Dreisprung
| Platz | Athlet, Verein                                | Weite (m) |
| ----- | --------------------------------------------- | --------- |
| 1     | Richard Kick (TSV 1860 München)               | 16,17     |
| 2     | Joachim Kugler (ASC Wella Darmstadt)          | 16,07     |
| 3     | Bernd Becker (TSG 1883 Münster/Ts.)           | 15,64     |
| 4     | Bernd Sussner (Eintracht Frankfurt)           | 15,24     |
| 5     | Ulrich Köwring (TV Wattenscheid 01)           | 15,19     |
| 6     | Ulrich Killeit (TSG Leutkirch)                | 15,14     |
| 7     | Günter Zeiß (LG Reinhardswald)                | 14,99     |
| 8     | Bernhard Stierle (SV Salamander Kornwestheim) | 14,99     |

Datum: 22. Juli

### Kugelstoßen
| Platz | Athlet, Verein                                 | Weite (m) |
| ----- | ---------------------------------------------- | --------- |
| 1     | Ralf Reichenbach (OSC Berlin)                  | 20,51 BR  |
| 2     | Gerhard Steines (LG Lahn-Dill/TV Wetzlar)      | 19,54000  |
| 3     | Ferdinand Schladen (LC Bonn)                   | 19,52000  |
| 4     | Heinfried Birlenbach (LG Kindelsberg Kreuztal) | 19,05000  |
| 5     | Josef Forst (TV Wattenscheid 01)               | 18,27000  |
| 6     | Heinrich Porsch (LG Bamberg)                   | 18,16000  |
| 7     | Henning Maßholder (TV 1885 Haiger)             | 18,07000  |
| 8     | Wolfgang Knüll (LC Bonn)                       | 17,14000  |

Datum: 22. Juli
Ralf Reichenbach erzielte mit seinen 20,51 m einen neuen DLV-Rekord.

### Diskuswurf
| Platz | Athlet, Verein                               | Weite (m) |
| ----- | -------------------------------------------- | --------- |
| 1     | Klaus-Peter Hennig (TSV Bayer 04 Leverkusen) | 63,06     |
| 2     | Hein-Direck Neu (TSV Bayer 04 Leverkusen)    | 61,54     |
| 3     | Dirk Wippermann (Rot-Weiß Oberhausen)        | 58,06     |
| 4     | Alwin Wagner (TV 1861 Melsungen)             | 57,68     |
| 5     | Karl-Heinz Steinmetz (ASC Wella Darmstadt)   | 56,90     |
| 6     | Wolfgang Barthel (USC Mainz)                 | 56,44     |
| 7     | Peter Melzer (OSC Berlin)                    | 54,60     |
| 8     | Lothar Pongratz (TV Neheim 1884)             | 51,64     |

Datum: 22. Juli

### Hammerwurf
| Platz | Athlet, Verein                        | Weite (m) |
| ----- | ------------------------------------- | --------- |
| 1     | Karl-Hans Riehm (TV Germania Trier)   | 73,98     |
| 2     | Uwe Beyer (USC Mainz)                 | 72,72     |
| 3     | Edwin Klein (USC Mainz)               | 71,56     |
| 4     | Manfred Hüning (LAZ Rhede)            | 68,40     |
| 5     | Peter Rieck (TV Germania Trier)       | 67,44     |
| 6     | Hans-Martin Lotz (SV Polizei Hamburg) | 66,96     |
| 7     | Lutz Caspers (TV Wattenscheid 01)     | 66,36     |
| 8     | Gerhard Thiele (VT Zweibrücken)       | 64,40     |

Datum: 22. Juli

### Speerwurf
| Platz | Athlet, Verein                         | Weite (m) |
| ----- | -------------------------------------- | --------- |
| 1     | Klaus Wolfermann (SV Gendorf)          | 82,62     |
| 2     | Horst Timmer (TSV Bayer 04 Leverkusen) | 78,04     |
| 3     | Reinhard Lange (KSV Hessen Kassel)     | 76,10     |
| 4     | Elmar Tappe (TSV Bayer 04 Leverkusen)  | 75,30     |
| 5     | Karl John (SV Saar 05 Saarbrücken)     | 74,28     |
| 6     | Dr. Jörg Kein (Gut-Heil Neumünster)    | 73,92     |
| 7     | Hanno Struse (TSV Bayer 04 Leverkusen) | 71,56     |
| 8     | Rudolf Hars (ASV Köln)                 | 71,24     |

Datum: 21. Juli

### Fünfkampf,1965er Wertung
| Platz | Athlet, Verein                          | P – offiz. Wert. | P – 85er Wert. |
| ----- | --------------------------------------- | ---------------- | -------------- |
| 1     | Günter Grube (LBV Phönix Lübeck)        | 3660             | 3812           |
| 2     | Rudi Kränzer (TSG Balingen)             | 3619             | 3741           |
| 3     | Wolfgang Tilly (LG ESV/PSV Essen)       | 3466             | 3598           |
| 4     | Eugen Stumpp (TSG Balingen)             | 3435             | 3589           |
| 5     | Ulrich Zunker (LBV Phönix Lübeck)       | 3431             | 3522           |
| 6     | Gerhard Tilmann (LAV co op Dortmund)    | 3355             | 3467           |
| 7     | Horst Knell (LG Bensheim)               | 3346             | 3449           |
| 8     | Horst Kley (SV Salamander Kornwestheim) | 3343             | 3455           |

Datum: 7. Juli
fand zusammen mit den Langstaffeln sowie dem Zehnkampf der Männer und dem Fünfkampf der Frauen in Hannover statt
Disziplinen des Fünfkampfs: Weitsprung, Speerwurf, 200 m, Diskuswurf, 1500 m

### Fünfkampf,1965er Wertung– Mannschaftswertung
| Platz | Verein, Besetzung                                                  | Leistung (Pkte) |
| ----- | ------------------------------------------------------------------ | --------------- |
| 1     | LBV Phönix Lübeck (Günter Grube, Ulrich Zunker, Wolfgang Zdechlik) | 10.280          |
| 2     | LG ESV/PSV Essen (Wolfgang Tilly, Wolf. Schneider)                 | 09.872          |
| 3     | TSG Balingen (Rudi Kränzer, Eugen Stumpp, Volker Wunderlich)       | 09.835          |
| 4     | TV Hülzweiler (Bumb, Koch, Jäger)                                  | 09.655          |
| 5     | TuS 04 Leverkusen (Plücker, Ullrich, Due)                          | 09.333          |
| 6     | SV Polizei Hamburg (Peter Völker, D. Gerdau, Kurzke)               | 09.256          |
| 7     | LG Lüdenscheid (Alte, Kunze, Henning)                              | 09.131          |
| 8     | TK Hannover (Gerhard Kirsten, Helmut Reese, Stübner)               | 08.933          |

Datum: 7. Juli
fand zusammen mit den Langstaffeln sowie dem Zehnkampf der Männer und dem Fünfkampf der Frauen in Hannover statt

### Zehnkampf,1965er Wertung
| Platz | Athlet, Verein                            | P – offiz. Wert. | P – 85er Wert. |
| ----- | ----------------------------------------- | ---------------- | -------------- |
| 1     | Herbert Swoboda (USC Mainz)               | 7769             | 7622           |
| 2     | Norbert Hoischen (OSC Thier Dortmund)     | 7663             | 7530           |
| 3     | Werner Eikmeier (TSV Bayer 04 Leverkusen) | 7527             | 7355           |
| 4     | Helmut Kammermeier (VfV Spandau)          | 7480             | 7306           |
| 5     | Wolfgang Linkmann (LG USC Bochum)         | 7446             | 7274           |
| 6     | Karl-Jürgen Leyhe (TV Wattenscheid 01)    | 7216             | 7049           |
| 7     | Hans-Jürgen Schulz (ATSV Bremen 1860)     | 7093             | 6973           |
| 8     | Harro Combes (LG Süd Berlin)              | 7069             | 6896           |

Datum: 7./8. Juli
fand zusammen mit den Langstaffeln sowie dem Fünfkampf der Männer und Frauen in Hannover statt

### Zehnkampf,1965er Wertung– Mannschaftswertung
| Platz | Verein, Besetzung                                                          | Leistung (Pkte) |
| ----- | -------------------------------------------------------------------------- | --------------- |
| 1     | USC Mainz (Herbert Swoboda, Guido Kratschmer, Frank Hensel)                | 21.855          |
| 2     | LG USC Bochum (Wolfgang Linkmann, Claus Marek, Detlef Kleefeld)            | 20.571          |
| 3     | LC Bonn (Walter Mössle, Uli Schmedemann, Gerd Stengert)                    | 20.143          |
| 4     | LG Limburg (Karlheinz Weimar, Peter Pankratz, Rambow)                      | 19.354          |
| 5     | Post-SV München (Nieger, Müller, Baierl)                                   | 18.862          |
| 6     | LG Braunschweig (Ulrich Ammerpohl, Hans-Joachim Wehrsen, Herbert Schrader) | 18.223          |

Datum: 7./8. Juli
fand zusammen mit den Langstaffeln sowie dem Fünfkampf der Männer und Frauen in Hannover statt
nur 6 Teams in der Wertung

### WaldlaufMittelstrecke –5400 m
| Platz | Athlet, Verein                      | Zeit (min) |
| ----- | ----------------------------------- | ---------- |
| 1     | Willi Maier (TSV Genkingen)         | 16:11,4    |
| 2     | Christoph Engel (LG Braunschweig)   | 16:15,2    |
| 3     | Ulrich Hutmacher (VfL Wolfsburg)    | 16:19,8    |
| 4     | Jürgen Roters (Rasensport Coesfeld) | 16:20,4    |
| 5     | Theo Leimbach (LG Kassel/Baunatal)  | 16:21,6    |
| 6     | Karl Mann (LG Ludwigshafen)         | 16:24,0    |
| 7     | Wolfgang Soukup (VfL Wolfsburg)     | 16:35,6    |
| 8     | Ulrich Dinkelacker (TSV Genkingen)  | 16:36,6    |

Datum: 31. März
fand in Marktredwitz statt

### WaldlaufMittelstrecke –5400 m, Mannschaftswertung
| Platz | Verein, Besetzung                                                 | Platzziffer |
| ----- | ----------------------------------------------------------------- | ----------- |
| 1     | VfL Wolfsburg I (Ulrich Hutmacher, Wolfgang Soukup, Gerd Schade)  | 020         |
| 2     | TSV Genkingen (Willi Maier, Ulrich Dinkelacker, Uwe Beck)         | 040         |
| 3     | LG Ludwigshafen (Karl Mann, Roland Jochem, Lenzke)                | 048         |
| 4     | Hamburger SV (Böttcher, Joachim Daduna, Schumacher)               | 049         |
| 5     | VfL Wolfsburg II (Rolf Burscheid, Volker Bergander, Werner Girke) | 055         |
| 6     | SCC Berlin (Klaus Rathjen, Horst Wegner, Ignaz Waude)             | 088         |
| 7     | LG Braunschweig (Christoph Engel, Stennert, Bültemann)            | 088         |
| 8     | Lippstädter TV (Dieter Brand, Tegethoff, Dieter Conze)            | 120         |

Datum: 31. März
fand in Marktredwitz statt

### WaldlaufLangstrecke –12.400 m
| Platz | Athlet, Verein                            | Zeit (min) |
| ----- | ----------------------------------------- | ---------- |
| 1     | Lutz Philipp (ASC Wella Darmstadt)        | 39:01,4    |
| 2     | Detlef Uhlemann (LC Bonn)                 | 39:09,4    |
| 3     | Hans-Dieter Schulten (TV Wattenscheid 01) | 39:18,6    |
| 4     | Gerd Frähmcke (LG Itzehoe)                | 39:32,6    |
| 5     | Helmut Jesberg (ASC Wella Darmstadt)      | 39:42,6    |
| 6     | Gerd Escher (LC Bonn)                     | 39:44,6    |
| 7     | Reinhard Leibold (ASC Wella Darmstadt)    | 39:53,0    |
| 8     | Wolfgang Krüger (LBV Phönix Lübeck)       | 39:57,6    |

Datum: 31. März
fand in Marktredwitz statt

### WaldlaufLangstrecke –12.400 m, Mannschaftswertung
| Platz | Verein, Besetzung                                                            | Platzziffer |
| ----- | ---------------------------------------------------------------------------- | ----------- |
| 1     | ASC Wella Darmstadt I (Lutz Philipp, Helmut Jesberg, Reinhard Leibold)       | 013         |
| 2     | LC Bonn (Detlef Uhlemann, Gerd Escher, Johannes Lummer)                      | 021         |
| 3     | TV Wattenscheid 01 (Hans-Dieter Schulten, Willi Wagner, Günter Mielke)       | 029         |
| 4     | ASC Wella Darmstadt II (Falko Will, Werner Schumann, Werner Schmitt)         | 059         |
| 5     | LAC Quelle Fürth (Karl Heinz Betz, Anton Gorbunow, Manfred Genthner)         | 068         |
| 6     | LG Itzehoe (Gerd Frähmcke, Hartmut Bräuer, H. Schmidt)                       | 073         |
| 7     | LG Post/Siemens Nürnberg (Wolfgang Kelsch, Matthias Kostulski, Harald Döhla) | 082         |
| 8     | LBV Phönix Lübeck (Wolfgang Krüger, Hermann Holz, Rank)                      | 100         |

Datum: 31. März
fand in Marktredwitz statt

## Meisterschaftsresultate Frauen

### 100 m
| Platz | Athletin, Verein                                    | Zeit (s) |
| ----- | --------------------------------------------------- | -------- |
| 1     | Elfgard Schittenhelm, geb. Weismann (OSC Berlin)    | 11,45    |
| 2     | Annegret Richter, geb. Irrgang (OSC Thier Dortmund) | 11,49    |
| 3     | Annegret Kroniger (USC Mainz)                       | 11,68    |
| 4     | Inge Helten (LG DJK Boullo Andernach)               | 11,69    |
| 5     | Christiane Krause (ASC Wella Darmstadt)             | 11,72    |
| 6     | Christa Feeder (VfL Wolfsburg)                      | 11,85    |
| 7     | Birgit Grinder (SuS Schalke 96)                     | 12,03    |
| 8     | Gertrud Matt (LG Bodensee)                          | 12,17    |

Datum: 21. Juli
Wind: + 0,6 m/s

### 200 m
| Platz | Athletin, Verein                                    | Zeit (s) |
| ----- | --------------------------------------------------- | -------- |
| 1     | Annegret Kroniger (USC Mainz)                       | 23,26    |
| 2     | Annegret Richter, geb. Irrgang (OSC Thier Dortmund) | 23,32    |
| 3     | Rita Wilden, geb. Jahn (TuS 04 Leverkusen)          | 23,46    |
| 4     | Margot Eppinger (LG Filder)                         | 23,56    |
| 5     | Christiane Krause (ASC Wella Darmstadt)             | 23,56    |
| 6     | Elvira Possekel (LC Bonn)                           | 23,58    |
| 7     | Christa Feeder (VfL Wolfsburg)                      | 23,90    |
| 8     | Sigrid Goydke (VfV Hildesheim)                      | 24,06    |

Datum: 22. Juli
Wind: + 4,9 m/s

### 400 m
| Platz | Athletin, Verein                               | Zeit (s) |
| ----- | ---------------------------------------------- | -------- |
| 1     | Rita Wilden, geb. Jahn (TuS 04 Leverkusen)     | 52,72    |
| 2     | Erika Weinstein, geb. Götz (TuS 04 Leverkusen) | 53,13    |
| 3     | Christel Frese (ASV Köln)                      | 53,78    |
| 4     | Dagmar Jost (TG Bad Homburg)                   | 54,36    |
| 5     | Gabriele Barduhn (TV Hülzweiler)               | 55,36    |
| 6     | Marlies Gutewort (OSC Berlin)                  | 55,64    |
| 7     | Maria Herzig (OSC Hoechst)                     | 55,94    |
| 8     | Susanne Groß (TV Hülzweiler)                   | 57,44    |

Datum: 21. Juli

### 800 m
| Platz | Athletin, Verein                                 | Zeit (min) |
| ----- | ------------------------------------------------ | ---------- |
| 1     | Hildegard Falck, geb. Janze (VfL Wolfsburg)      | 2:05,85    |
| 2     | Sabine Skov (TSB Flensburg)                      | 2:07,57    |
| 3     | Rosemarie Balke, geb. Klute (OSC Thier Dortmund) | 2:07,82    |
| 4     | Karin Pesselhoy (LAV Hamburg-Nord)               | 2:08,69    |
| 5     | Marita Jeske, geb. Kloth (LBV Phönix Lübeck)     | 2:08,82    |
| 6     | Brigitte Kraus (LG Rhein-Berg)                   | 2:08,90    |
| 7     | Karin Kaseder (1. FC Passau)                     | 2:09,85    |
| DNS   | Gisela Ellenberger (TuS 04 Leverkusen)           |            |

Datum: 21. Juli

### 1500 m
| Platz | Athletin, Verein                          | Zeit (min) |
| ----- | ----------------------------------------- | ---------- |
| 1     | Ellen Tittel (TuS 04 Leverkusen)          | 4:27,45    |
| 2     | Sylvia Schenk (Eintracht Frankfurt)       | 4:30,53    |
| 3     | Marlene Weiland, geb. Loris (TV 1895 Elm) | 4:30,77    |
| 4     | Christine Klemme (LG Göttingen)           | 4:33,42    |
| 5     | Irene Keppke (1. FC Nürnberg)             | 4:33,98    |
| 6     | Gaby Steimer (SV Spaichingen)             | 4:34,99    |
| 7     | Elisabeth Schüler (LG Fulda/Rhön)         | 4:39,63    |
| 8     | Christel Rosenthal (ASC Wella Darmstadt)  | 4:40,08    |

Datum: 22. Juli

### 3000 m
| Platz | Athletin, Verein                                      | Zeit (min) |
| ----- | ----------------------------------------------------- | ---------- |
| 1     | Christa Merten, geb. Basche (TSV Bayer 04 Leverkusen) | 09:23,0    |
| 2     | Gerda Ranz, geb. Klöpfer (TV Erkheim)                 | 09:23,8    |
| 3     | Christa Kofferschläger (Barmer TV 1846 Wuppertal)     | 09:41,0    |
| 4     | Manuela Preuß (SC Bayer 05 Uerdingen)                 | 09:41,0    |
| 5     | Karin Krüger (Blau-Weiß Buchholz)                     | 09:52,4    |
| 6     | Renate Kieninger (TV Sankt Georgen)                   | 09:55,8    |
| 7     | Charlotte Teske, geb. Bernhard (ASC Wella Darmstadt)  | 10:02,6    |
| 8     | Brigitte Rohlssen (LG Tübingen)                       | 10:02,8    |

Datum: 22. Juli

### 100 m Hürden
| Platz | Athletin, Verein                             | Zeit (s) |
| ----- | -------------------------------------------- | -------- |
| 1     | Uta Nolte (TuS 04 Leverkusen)                | 13,60    |
| 2     | Monika Scherb (LG Frankfurt)                 | 13,62    |
| 3     | Marlies Koschinski (TSV Bayer 04 Leverkusen) | 13,75    |
| 4     | Leonore Leidel (ASV Köln)                    | 13,76    |
| 5     | Christel Voß (TuS 04 Leverkusen)             | 13,88    |
| 6     | Silvia Käwel (TuS 04 Leverkusen)             | 13,88    |
| 7     | Gudrun Wengler, geb. Gülck (Hamburger SV)    | 13,97    |
| 8     | Elke Geist (Stuttgarter Kickers)             | 14,16    |

Datum: 22. Juli
Wind: + 0,9 m/s

### 4 × 100 m Staffel
| Platz | Verein, Besetzung                                                                                    | Zeit (s) |
| ----- | --- | -------- |
| 1     | OSC Berlin (Sigrid Barth, Elfgard Schittenhelm – geb. Weismann, Evelin Borrmann, Maren Schröder)     | 45,16    |
| 2     | TuS 04 Leverkusen (Erika Weinstein – geb. Götz, Uta Nolte, Rita Wilden – geb. Jahn, Heide Rosendahl) | 45,59    |
| 3     | LC Bonn (Elvira Possekel, Annelie Wilden – geb. Klum, Marlies Kühn, Brigitte Richter – geb. Killius) | 45,62    |
| 4     | TSV Bayer 04 Leverkusen (Liesel Bömelburg, Elfriede Meierholz, Marlies Koschinski, Ruppert)          | 45,83    |
| 5     | LG Erlangen (Rosemarie Steindl, Ulrike Jacob, Helga Mauerer, Christine Tackenberg – geb. Scherzer)   | 46,02    |
| 6     | TSV Bayer Dormagen (Dörries, Elke Barth, Gerda Bollwerk, Elvira Springsguth)                         | 46,74    |
| 7     | LG Nordwest Hamburg (Strauch, Mattelson, Mattes, Inge Bödding – geb. Eckhoff)                        | 46,80    |
| 8     | LG DJK Boullo Andernach (Ulla Witsch, Gabi Reif, Marie-Luise Müller, Inge Helten)                    | 47,32    |

Datum: 22. Juli

### 3 × 800 m Staffel
| Platz | Verein, Besetzung                                                                           | Zeit (min) |
| ----- | ------------------------------------------------------------------------------------------- | ---------- |
| 1     | TuS 04 Leverkusen (Christel Schlaukötter – geb. Trompler, Ellen Tittel, Gisela Ellenberger) | 6:31,7     |
| 2     | ASV Köln (Rita Windbrake, Christel Frese, Gertrud Theißen)                                  | 6:45,1     |
| 3     | 1. FC Passau (Renate Kronawitter, Ursula Reiser, Karin Kaseder)                             | 6:45,4     |
| 4     | Bielefelder TG (Gerlinde Püttmann, Binder, Silvia Kayser)                                   | 6:47,6     |
| 5     | ASC Wella Darmstadt (Kovacev, Charlotte Teske – geb. Bernhard, Christel Rosenthal)          | 6:51,6     |
| 6     | Neuwieder LC (Gabi Klein, Herta Kaffei, Claudia Stamm)                                      | 6:54,6     |
| 7     | MSV Duisburg (Seiler, Nadzeyka, Kreuz)                                                      | 6:57,8     |
| 8     | Sport-Union Annen (Lena Albers, Simon, Vera Sprave)                                         | 6:58,7     |

Datum: 8. Juli
fand zusammen mit den Langstaffeln der Männer sowie dem Fünfkampf der Frauen und dem Zehnkampf der Männer in Hannover statt

### Hochsprung
| Platz | Athletin, Verein                         | Höhe (m) |
| ----- | ---------------------------------------- | -------- |
| 1     | Ulrike Meyfarth (ASV Köln)               | 1,83     |
| 2     | Renate Gärtner (Eintracht Frankfurt)     | 1,81     |
| 3     | Renate Pietschmann (Stuttgarter Kickers) | 1,78     |
| 4     | Ellen Mundinger (LG Offenburg)           | 1,78     |
| 5     | Anja Wolf (TSV 1899 Goddelau)            | 1,78     |
| 6     | Christel Voß (TuS 04 Leverkusen)         | 1,78     |
| 7     | Karin Wagner (USC Mainz)                 | 1,75     |
| 8     | Monika Singer (SCC Berlin)               | 1,75     |

Datum: 22. Juli

### Weitsprung
| Platz | Athletin, Verein                          | Weite (m) |
| ----- | ----------------------------------------- | --------- |
| 1     | Edda Trocha, geb. Schmiedel (SG Düren 99) | 6,44      |
| 2     | Heide Rosendahl (TuS 04 Leverkusen)       | 6,25      |
| 3     | Margot Eppinger (LG Filder)               | 6,16      |
| 4     | Evelin Borrmann (OSC Berlin)              | 6,13      |
| 5     | Ulrike Jacob (LG Erlangen)                | 6,00      |
| 6     | Ursula Trumpf (LG Staufen)                | 5,98      |
| 7     | Christa Köhler (TuS 04 Leverkusen)        | 5,97      |
| 8     | Sabine Wecke (ASV Köln)                   | 5,94      |

Datum: 20. Juli

### Kugelstoßen
| Platz | Athletin, Verein                                     | Weite (m) |
| ----- | ---------------------------------------------------- | --------- |
| 1     | Brigitte Berendonk (USC Heidelberg)                  | 15,79     |
| 2     | Liesel Westermann (TuS 04 Leverkusen)                | 15,57     |
| 3     | Eva Wilms (Sport-Union Annen)                        | 15,24     |
| 4     | Birgit Palzkill (TuS 04 Leverkusen)                  | 15,00     |
| 5     | Sigrun Kofink, geb. Grabert (LG Tübingen)            | 14,52     |
| 6     | Anne-Chatrine Rühlow, geb. Lafrenz (Preußen Münster) | 14,16     |
| 7     | Marion Schwittalla (Flensburger TB)                  | 14,08     |
| 8     | Regina Heling (LG Gladbeck)                          | 14,08     |

Datum: 22. Juli

### Diskuswurf
| Platz | Athletin, Verein                                     | Weite (m) |
| ----- | ---------------------------------------------------- | --------- |
| 1     | Liesel Westermann (TuS 04 Leverkusen)                | 59,60     |
| 2     | Brigitte Berendonk (USC Heidelberg)                  | 58,84     |
| 3     | Ilse Spieß (ASC Wella Darmstadt)                     | 55,58     |
| 4     | Anne-Chatrine Rühlow, geb. Lafrenz (Preußen Münster) | 50,46     |
| 5     | Marita Schuran, geb. Becker (ASV Köln)               | 49,46     |
| 6     | Gundi Matysiak (Jugend 07 Bergheim)                  | 48,74     |
| 7     | Angelika Kröll (TUSEM Essen)                         | 46,74     |
| 8     | Anneliese Höttges, geb. Thieron (TuS 04 Leverkusen)  | 46,20     |

Datum: 21. Juli

### Speerwurf
| Platz | Athletin, Verein                                    | Weite (m) |
| ----- | --------------------------------------------------- | --------- |
| 1     | Ameli Koloska, geb. Isermeyer (USC Mainz)           | 57,14     |
| 2     | Christa Peters, geb. Sander (TK Hannover)           | 51,74     |
| 3     | Almut Brömmel (TSV 1860 München)                    | 51,04     |
| 4     | Gabriele Fuhrmann (Rumelner TV)                     | 50,04     |
| 5     | Anneliese Gerhards, geb. Jansen (TuS 04 Leverkusen) | 49,98     |
| 6     | Iris Sporleder (Düsseldorfer SC 99)                 | 48,82     |
| 7     | Waltraud Glasauer, geb. Romberger (USC Heidelberg)  | 48,60     |
| 8     | Helene Hering (VfL Wolfsburg)                       | 48,56     |

Datum: 22. Juli

### Fünfkampf,1971er Wertung
| Platz | Athletin, Verein                   | P – offiz. Wert. | P – 81er Wert. |
| ----- | ---------------------------------- | ---------------- | -------------- |
| 1     | Margot Eppinger (LG Filder)        | 4373             | 4291           |
| 2     | Christel Voß (TuS 04 Leverkusen)   | 4327             | 4229           |
| 3     | Ulrike Jacob (LG Erlangen)         | 4134             | 4007           |
| 4     | Annette Stein (LG USC Bochum)      | 4117             | 4000           |
| 5     | Liesel Krauhs (TV 1895 Elm)        | 4008             | 3855           |
| 6     | Birgit Martin (Düsseldorfer SC 99) | 3807             | 3637           |
| 7     | Inge van Ermingen (Aachener TG)    | 3711             | 3508           |
| 8     | Hanne Ziemek (LG USC Bochum)       | 3662             | 3487           |

Datum: 7./8. Juli
fand zusammen mit den Langstaffeln sowie dem Fünf- und Zehnkampf der Männer in Hannover statt
Disziplinen des Fünfkampfs: Tag 1 – 100 m Hürden, Kugelstoß, Hochsprung / Tag 2 – Weitsprung, 200 m

### Fünfkampf,1971er Wertung– Mannschaftswertung
| Platz | Verein, Besetzung                                           | Leistung (Pkte) |
| ----- | ----------------------------------------------------------- | --------------- |
| 1     | TuS 04 Leverkusen (Christel Voß, Christa Köhler, Rödel)     | 12.136          |
| 2     | LG USC Bochum (Annette Stein, Hanne Ziemek,Markert)         | 11.358          |
| 3     | Düsseldorfer SC 99 (Birgit Martin, Leboterf, Ursula Wöhler) | 11.025          |
| 4     | Aachener TG (Inge van Ermingen, Ingrid Thyssen, Frank)      | 10.838          |
| 5     | MTV Karlsruhe (I. Dezenter, U. Dezenter, Suhr)              | 10.161          |

Datum: 7./8. Juli
fand zusammen mit den Langstaffeln sowie dem Fünf- und Zehnkampf der Männer in Hannover statt
nur 5 Teams in der Wertung

### WaldlaufMittelstrecke –1500 m
| Platz | Athletin, Verein                                      | Zeit (min) |
| ----- | ----------------------------------------------------- | ---------- |
| 1     | Ellen Tittel (TuS 04 Leverkusen)                      | 4:19,2     |
| 2     | Christa Merten, geb. Basche (TSV Bayer 04 Leverkusen) | 4:23,0     |
| 3     | Gisela Ellenberger (TuS 04 Leverkusen)                | 4:29,6     |
| 4     | Christine Klemme (LG Göttingen)                       | 4:30,8     |
| 5     | Gerda Ranz, geb. Klöpfer (TV Erkheim)                 | 4:31,0     |
| 6     | Marita Jeske, geb. Kloth (LBV Phönix Lübeck)          | 4:34,2     |
| 7     | Elisabeth Schüler (LG Fulda/Rhön)                     | 4:38,4     |
| 8     | Herta Kaffei (Neuwieder LC)                           | 4:41,0     |

Datum: 31. März
fand in Marktredwitz statt

### WaldlaufMittelstrecke –1500 m, Mannschaftswertung
| Platz | Verein, Besetzung                                                                 | Platzziffer |
| ----- | --------------------------------------------------------------------------------- | ----------- |
| 1     | TuS 04 Leverkusen (Ellen Tittel, Gisela Ellenberger, Erika Weinstein – geb. Götz) | 15          |
| 2     | Neuwieder LC (Herta Kaffei, Gabi Klein, Dagmar Anhäuser)                          | 36          |
| 3     | LBV Phönix Lübeck (Marita Jeske – geb. Kloth, Kirsten Hünemörder, Krüger)         | 42          |
| 4     | Düsseldorfer SC 99 (Weber, Bommes, Becker)                                        | 46          |
| 5     | LG Nord Berlin (Schöttler, Iffland, Dzida)                                        | 65          |
| 6     | USC Mainz (Erika Fisch, Ursula Habermann, Schilling)                              | 85          |

Datum: 31. März
fand in Marktredwitz statt
nur 6 Mannschaften in der Wertung

### WaldlaufLangstrecke –4400 m
| Platz | Athletin, Verein                                     | Zeit (min) |
| ----- | ---------------------------------------------------- | ---------- |
| 1     | Ellen Tittel (TuS 04 Leverkusen)                     | 15:14,6    |
| 2     | Gerda Ranz, geb. Klöpfer (TV Erkheim)                | 15:30,4    |
| 3     | Charlotte Teske, geb. Bernhard (ASC Wella Darmstadt) | 15:38,6    |
| 4     | Irmgard Detmers (TuS Pewsum)                         | 15:47,0    |
| 5     | Sylvia Schenk (Eintracht Frankfurt)                  | 15:57,4    |
| 6     | Christel Rosenthal (ASC Wella Darmstadt)             | 16:01,8    |
| 7     | Gudrun Hodey (SG Boelerheide/Hagen)                  | 16:14,0    |
| 8     | Christa Kofferschläger (Barmer TV 1846 Wuppertal)    | 16:16,6    |

Datum: 31. März
fand in Marktredwitz statt

### WaldlaufLangstrecke –4400 m, Mannschaftswertung
| Platz | Verein, Besetzung                                                               | Platzziffer |
| ----- | ------------------------------------------------------------------------------- | ----------- |
| 1     | TuS 04 Leverkusen (Ellen Tittel, Erika Weinstein – geb. Götz, Diehl)            | 30          |
| 2     | ASC Wella Darmstadt (Charlotte Teske – geb. Bernhard, Christel Rosenthal, Lutz) | 30          |
| 3     | Barmer TV 1846 Wuppertal (Christa Kofferschläger, Eva Oppermann, Ingrid Unger)  | 41          |
| 4     | Eintracht Frankfurt (Sylvia Schenk, Bogensberger, Zidek)                        | 42          |
| 5     | SCC Berlin (Gerda Reinke, Ursula Blaschke, Lieselotte Neumann)                  | 44          |

Datum: 31. März
fand in Marktredwitz statt
nur 5 Mannschaften in der Wertung

## Video
- Filmausschnitte u. a. von den Deutschen Leichtathletik-Meisterschaften auf filmothek.bundesarchiv.de, Bereich: 4:30 min bis 7:02 min, abgerufen am 21. April 2021